# جنگجوی پیروز
جنگجوی پیروز فیلمی به کارگردانی و نویسندگی مجتبی راعی محصول سال ۱۳۷۷ است.

## خلاصهٔ فیلم
گلین خانم، سوگلی ناصرالدین شاه از توطئه‌های انگلستان با خبر می‌شود و درصدد خنثی کردن توطئه برمی‌آید. از طرفی آقاخان نوری، میرزا هاشم (همسر پروین خواهر زن شاه) را مجبور می‌کند تا همسرش را طلاق بدهد چرا که او به پروین علاقه دارد. میرزا هاشم از ترس به سفارت انگلیس پناهنده می‌شود. در این بین تلاش‌های گلین خانم برای خروج میرزا هاشم از سفارت و جلوگیری از طلاق خواهر در کنار توطئه سفیر انگلیس برای مسئله هرات، سوء ظن شاه را نسبت به گلین خانم برمی‌انگیزد. او بالاخره زمانی که شاه می‌خواست گلین را به جرم خیانت گردن بزند، از توطئه سفیر انگلیس و آقاخان نوری مطلع شده و در می‌یابد که گلین وفادارترین یار شاه است.